# Howard Wing
Howard Wing (nome original: 浩華 何; Amsterdã, 28 de janeiro de 1916 — Niagara Falls, 7 de março de 2008) foi um ciclista olímpico chinês. Wing representou a China durante os Jogos Olímpicos de Verão de 1936 (Berlim) e na edição de 1948, em Londres.